# Baskische Sprache

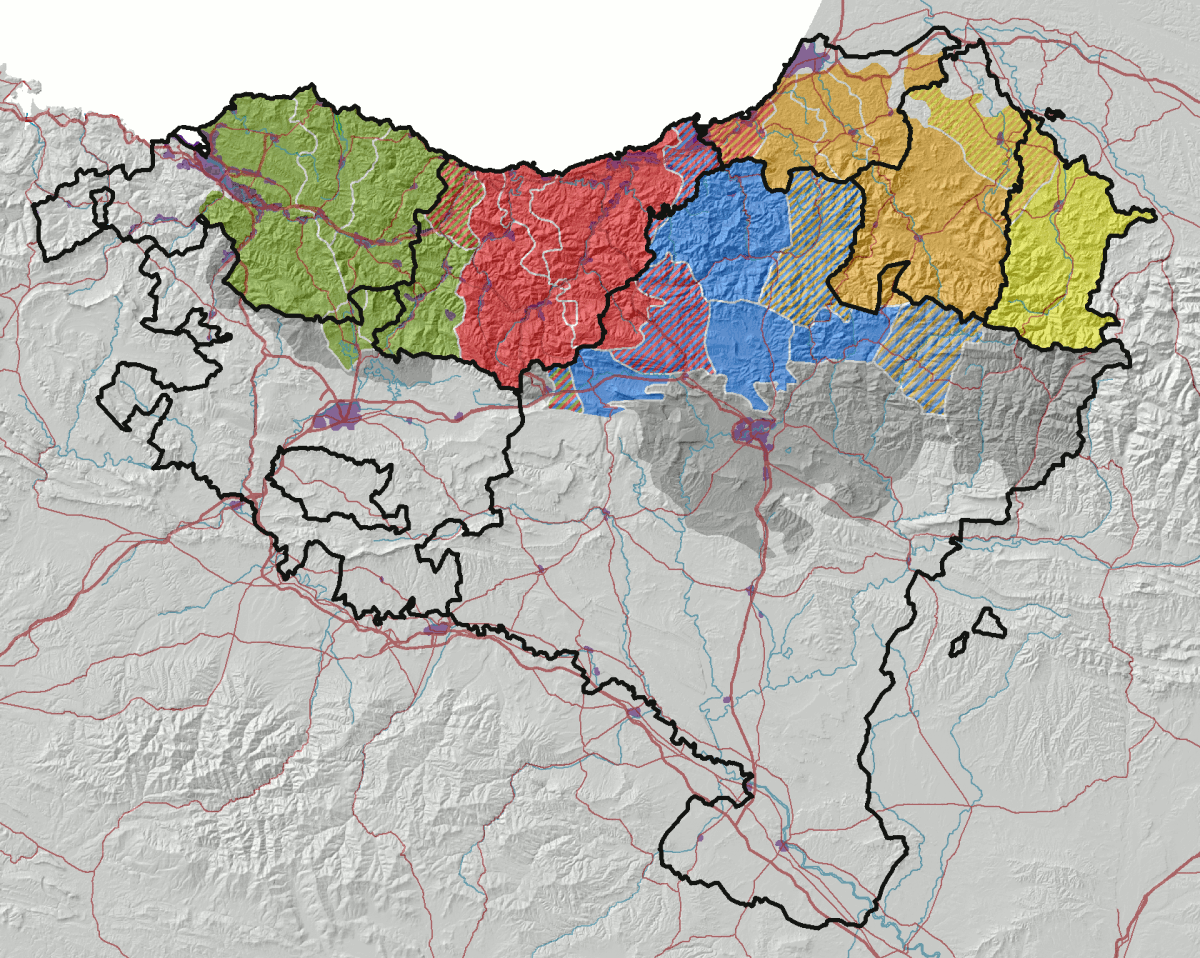
Dialekte des Baskischen:
Biskayisch
Gipuzkoanisch
Obernavarrisch
Niedernavarrisch
Soulisch
Baskischsprachige Orte im 19. Jahrhundert (nach einer Karte von Louis Lucien Bonaparte)

Die baskische Sprache – Eigenbezeichnung euskara [eus̺ˈkaɾa] (dialektal auch euskera, eskuara, üskara) – wird im Baskenland (Euskal Herria), der spanisch-französischen Grenzregion an der Atlantikküste (Biskaya), von über 800.000 Menschen gesprochen, davon über 750.000 in Spanien.
Das Baskische ist nach dem überwiegenden Urteil der einschlägigen Forschung mit keiner anderen bekannten Sprache genetisch verwandt. Es wäre also eine isolierte Sprache, während alle anderen heutigen Sprachen Europas zu einer größeren Sprachfamilie gehören: entweder zu den indogermanischen, den uralischen, den Turksprachen oder – im Falle des Maltesischen – den semitischen Sprachen.
Die Bezeichnung „Basken“ stammt vom Lateinischen vascones, einem Namen, der etymologisch mit der Wurzel eusk- in Zusammenhang steht und ursprünglich auch für keltiberische Gruppen benutzt wurde. Die Eigenbezeichnung der Basken ist euskaldunak, abgeleitet vom Sprachnamen Euskara und bedeutet wörtlich „die Baskisch habenden Menschen“ im Sinne „die Baskisch sprechenden Menschen“. Die eine andere Sprache sprechenden Menschen heißen auf Baskisch erdaldunak (erdara „vom Baskischen verschiedene Sprache“).
Zur aktuellen Sprachpolitik im Baskenland siehe den Artikel Baskische Sprachpolitik.

## Bezeichnungen
Es wird davon ausgegangen, dass die heutige Eigenbezeichnung der baskischen Sprache – euskara [eus̺ˈkaɾa] – sich von den altbaskischen Wurzeln *enau(t)si (heutzutage esan, erran „sagen“) und -(k)ara (heutzutage era, „Weise“) ableitet.
Die heutzutage in allen baskischen Gebieten verwendete Eigenbezeichnung ist euskara, aber in den baskischen Dialekten kommen auch folgende Eigenbezeichnungen vor: euskera (diese Bezeichnung ist am meisten im Spanischen verbreitet), euzkera, euskala, eskuara, eskuera, eskara, eskera, eskoara, euskiera, auskera, uskara, üskara, oskara, uskera, uskaa, uska.
Die Dialekte des Baskischen werden euskalkiak genannt.
Das spanische Wort vasco „Baske“ war anfänglich die Bezeichnung der Vaskonen – eines Volkes, das im heutigen Baskenland vor der Ankunft der Römer lebte. Die Bezeichnung „Baske“ leitet sich von dem altgriechischen Wort οὐασκώνους (ouaskōnous) ab.

## Einordnung
Das Baskische ist die einzige Sprache im westlichen Europa, die nicht zur indogermanischen Sprachfamilie gehört, und die einzige isolierte Sprache des gesamten europäischen Kontinents. Schon dadurch nimmt sie eine auffällige Sonderrolle ein. Baskisch konnte sich im westlichen Pyrenäengebiet Spaniens (in den Autonomen Gemeinschaften Baskenland und Navarra) und Frankreichs (französisches Baskenland) über Jahrtausende gegen verschiedene indogermanische Sprachen behaupten, darunter das Keltische, das Lateinische und die heutigen romanischen Sprachen. Es wird angenommen, dass das Baskische der letzte überlebende Vertreter einer alteuropäischen Sprachschicht ist, die vor dem Vordringen des Indogermanischen in weiten Teilen Westeuropas verbreitet war. Allerdings kann das Altbaskische oder Vaskonische – der antike Vorgänger der modernen Sprache – entgegen einer populären Auffassung kaum als eine Art alteuropäische Gemeinsprache angesehen werden, die vor der Indogermanisierung über ganz Süd-, West- und Mitteleuropa verbreitet gewesen sein soll. Sicherlich gab es in diesen umfangreichen Gebieten vorindogermanische Sprachen, von denen die eine oder andere mit dem Vorläufer des heutigen Baskischen verwandt gewesen sein mag. Trotzdem wird schon die Verwandtschaft zu den auf der iberischen Halbinsel vormals verbreiteten vorindogermanischen Sprachen Iberisch und Südlusitanisch von den meisten Forschern angezweifelt.
Als eine frühe Form des Baskischen kann in Südfrankreich das aus der Antike belegte Aquitanische gelten, das nur durch etwa 500 Personen- und Götternamen in auf Lateinisch geschriebenen Grab- und Weihinschriften überliefert ist. Sowohl das Namengut als auch die wenigen identifizierbaren morphologischen Partikeln weisen eine Verwandtschaft mit dem heutigen Baskischen auf (z. B. aquitanisch nesca „Wassernymphe“, baskisch neska „Mädchen“; aquitanisch cison „Mann“, baskisch gizon „Mensch, Mann“; -en(n) aquitanische und baskische Genitivendung).

## Ethnolinguistische Daten zum Baskischen

### Sprecherzahlen, Sprachstatus

Die Ausbreitung der Sprachen Südwesteuropas

Das Baskische wird (Stand 2021) von etwa 809.000 Menschen vor allem in Nordspanien und Südwestfrankreich gesprochen, davon über 750.000 in Spanien. Der Anteil der Baskischsprechenden variiert dabei von ca. 30 % (in der Autonomen Region Baskenland) bis 14 % (In Navarra). Weitere ca. 430.000 Personen gelten als vascohablantes pasivos. Zuverlässige Sprecherzahlen für das Baskische außerhalb des Baskenlandes liegen nicht vor, aber rund 90.000 dürften die Sprache in anderen Teilen Europas und Amerikas sprechen oder wenigstens verstehen, so dass die Gesamtzahl der Sprecher auf fast 900.000 geschätzt werden kann (Encyclopædia Britannica 1998 liefert höhere Zahlen, Ethnologue 2006 – basierend auf Zählungen von 1991 – geht von insgesamt 650.000 Sprechern aus; der Zensus von 1994 ergab etwa 618.000 Muttersprachler; EUROSTAT, das statistische Jahrbuch der EU, gibt 1999 rund 690.000 Sprecher für Spanien an, für Frankreich rechnet das Instituto Cultural Vasco 1997 mit 56.000 Baskischsprechern über 15 Jahren).
Die Sprecher des Baskischen sind zwei- oder mehrsprachig und beherrschen die Nationalsprache ihres jeweiligen Landes. Im spanischen Baskenland (im engeren Sinne: Provinzen Guipúzcoa, Vizcaya und Álava) besitzt das Baskische seit 1978 den Status einer regionalen Amtssprache (dazu ausführlich der Artikel Baskische Sprachpolitik), in Navarra ist es seit 1986 kooffizielle Amtssprache in den überwiegend baskischsprachigen Gemeinden. In Frankreich hat auf dem gesamten Staatsgebiet alleine die französische Sprache den Status einer offiziellen (Amts-)Sprache. Baskisch gilt wie alle anderen traditionell in den verschiedenen Landesteilen gesprochenen Sprachen als regionale Sprache Frankreichs und besitzt als solche (nicht spezifisch genannt) seit der Verfassungsänderung vom 23. Juli 2008 Verfassungsrang als (schützenswertes) Kulturgut (patrimoine de la France). Hieraus leitet sich (bisher) keinerlei konkreter Rechtsanspruch ab. Die französische Sprachpolitik sieht nicht einmal eine offizielle Zählung der Sprecher vor. Baskische Verbände gehen teilweise von höheren Sprecherzahlen aus – bis zu zwei Millionen –, dabei werden aber kompetente aktive Sprecher und passive Sprecher (Personen, die das Baskische bis zu einem gewissen Grade zwar verstehen, aber es nicht kompetent sprechen können) nicht unterschieden. In Spanien tragen heute etwa 4,5 Mio. Menschen einen baskischen Nachnamen.

### Geografische Verteilung
Das Sprachgebiet liegt an der Küste im Südosten des Golfs von Biskaya von Bilbao in Spanien bis Bayonne in Frankreich. Es hat eine Ost-West-Ausdehnung von über 150 km, eine Nord-Süd-Ausdehnung von weniger als 100 km und umfasst eine Fläche von etwa 10.000 km². In Spanien sind das die Provinzen Guipúzcoa, Teile von Vizcaya und Navarra, und der Nordteil von Álava. Die Baskischsprecher konzentrieren sich vor allem in den hochindustrialisierten Regionen dieses Gebiets. Die höchsten Bevölkerungsanteile haben sie allerdings in ländlichen Gebirgstälern. Zahlreiche Sprecher des Baskischen leben auch in den Großstädten außerhalb des geschlossenen baskischen Sprachraums, insbesondere den Provinzhauptstädten Vitoria-Gasteiz und Pamplona/Iruña sowie in Madrid.
In Frankreich wird Baskisch vor allem im französischen Teil des Baskenlandes, dem westlichen Teil des Departments Pyrénées-Atlantiques mit den historischen baskischen Provinzen Labourd, Basse-Navarre und Soule gesprochen. An der Küste im Bereich der bevölkerungsreichen urbanen Zentren (Bayonne/Baiona, das seit dem 19. Jahrhundert mehrheitlich französischsprachig ist und Biarritz) ist der Anteil der Baskischsprecher auch hier niedriger als im ländlichen Inneren.
Außerhalb des Baskenlandes gibt es größere Sprecherzahlen in den USA, den lateinamerikanischen Ländern, Australien, den Philippinen und in anderen Teilen Europas.

Sprachensituation im gesamten Baskenland – geringe Baskisch-Anteile im Süden (insbesondere Navarra) und Westen sowie an der französischen Küste
Verteilung der Sprecher des Baskischen im spanischen Baskenland und Navarra 2001
Autonome Gemeinschaft Navarra (Spanien): Gemeinden der baskischsprachigen, gemischten und spanischsprachigen Zonen
Autonome Gemeinschaft Navarra (Spanien): Anteil der Sprecher des Baskischen nach Gemeinden
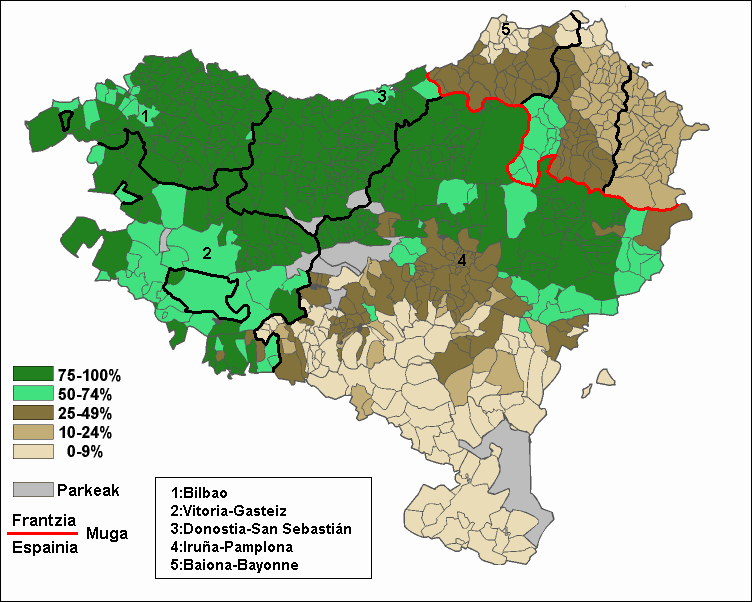
Baskisch in der Schulbildung: Anteile der Schüler mit baskischem Unterricht

### Dialekte, Euskara Batua

Dialekte des Baskischen im spanischen und französischen Baskenland

Die Sprachwissenschaft unterscheidet meist sieben Hauptdialekte des Baskischen (auf Baskisch euskalkiak genannt):
- in Spanien: die Dialekte von Bizkaia (Biskayisch, auch Vizcainisch), Gipuzkoa (Gipuzkoanisch), Araba (Álava) (heute †) und Nafarroa (Obernavarrisch)
- in Frankreich: die Dialekte von Lapurdi (Laburdinisch auch Labourdisch), Nafarroa Beherea (Niedernavarrisch) und Zuberoa (Suletinisch, auch Soulisch)

Diese Mundarten lassen sich aber noch einmal in mindestens 25 Subdialekte untergliedern. Die Dialekte werden nach den (ehemaligen) Provinzen eingeteilt. Die Dialektunterschiede sind nicht sehr groß, Nachbardialekte sind gegenseitig gut verständlich, am stärksten weicht der östlichste französische Dialekt, der Dialekt von Zuberoa (Suletinisch), ab.
Drei Hauptgruppen unterscheidet man:
1. Biskayisch,
2. Gipuzcoanisch, Labourdisch und Obernavarresisch,
3. Niedernavarresisch und Soulisch.

Eine Aufteilung der baskischen Dialekte in drei separate Sprachen – spanisches Baskisch, Navarro-Labourdin und Souletin, wie sie Ethnologue vornimmt – entspricht trotz der starken Abweichung des suletinischen Dialekts nicht der wissenschaftlichen Literatur.
Aus dem zentralen Dialekt von Gipuzkoa und auf der Basis früherer Standardisierungsprojekte hat die Baskische Akademie unter der Leitung von Koldo Mitxelena (Luís Michelena) seit 1968 einen Sprach- und Schriftstandard Euskara Batua („Geeintes Baskisch“) geschaffen. Seit 1980 sind mehr als 80 % aller baskischen Publikationen – immerhin rund 5000 Titel – in dieser standardisierten Sprache erschienen, die sich langsam auch als gesprochene Hochsprache durchzusetzen beginnt. (Dazu weitere Details im Artikel Baskische Sprachpolitik.)

## Geschichte der baskischen Sprache

### Die Entwicklung des Baskischen

Stämme und Sprachen etwa 300 Jahre v. Chr.; baskische Gruppe grün, iberisches Gebiet orange, keltisches Gebiet weiß

Zu Beginn unserer Zeitrechnung wurde das Baskische nachweislich nördlich und südlich der Pyrenäen und in weiten Teilen Nordspaniens gesprochen. Nach der römischen Herrschaft dehnte sich das Sprachgebiet weiter nach Südwesten bis in die Provinz Rioja Alta aus, ein Gebiet innerhalb der heutigen Provinz La Rioja. Die östlichsten baskischen Dialekte (Aquitanisch) wurden früh von den romanischen Sprachen verdrängt. Im Mittelalter konnte sich das ländliche schriftlose Baskische nur schwer gegen die aufstrebenden romanischen Schrift- und Kultursprachen (z. B. Aragonesisch und Okzitanisch) behaupten. Im Süden verlor das Baskische seit dem 10. Jahrhundert kontinuierlich gegen das weiter vordringende Kastilische bzw. Spanische an Boden.

### Schriftliche Überlieferung

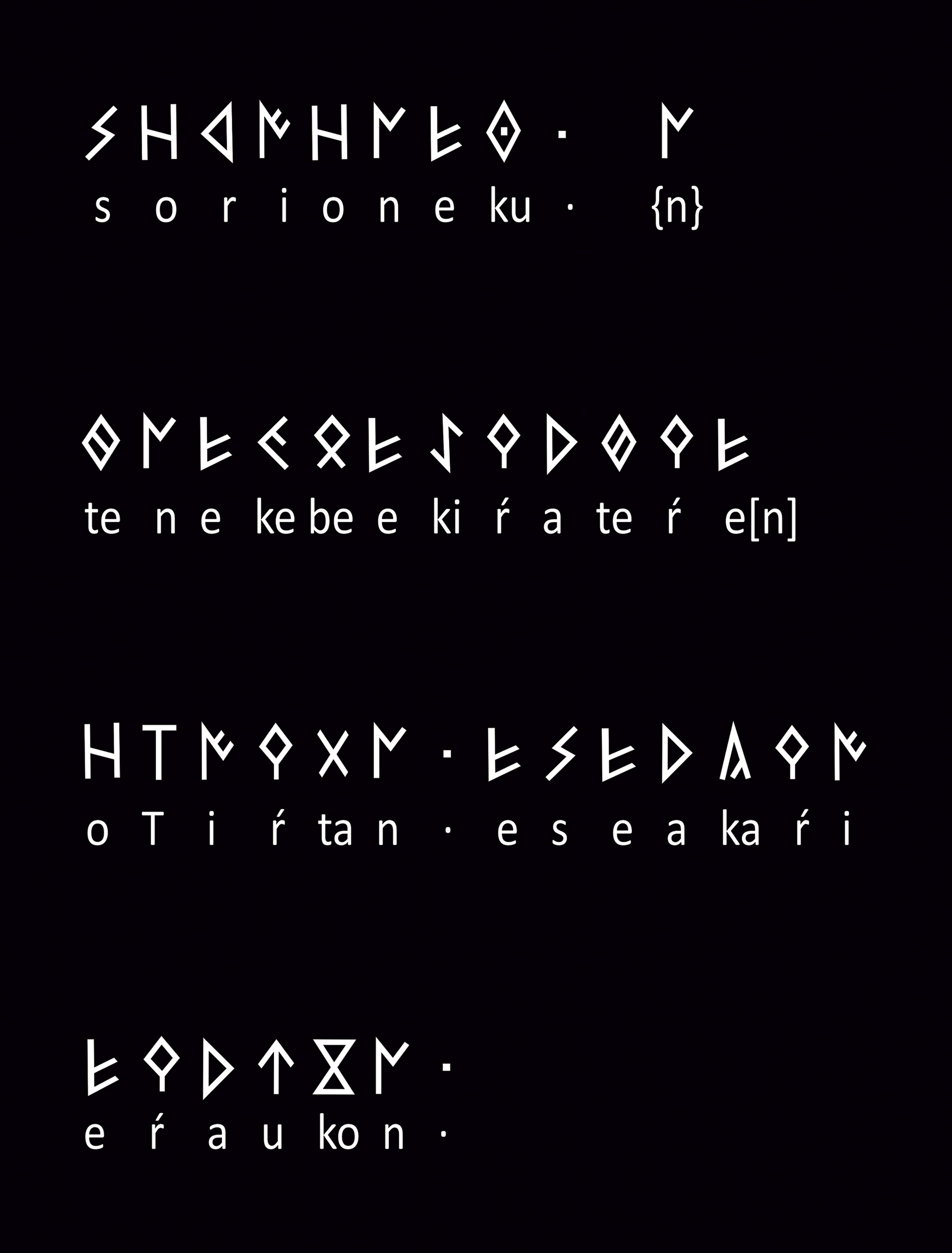
Transkription der Worte auf der Hand von Irulegi in lateinische Buchstaben

In der Nähe von Estella-Lizarra wurde 2021 ein Bronzeamulett in Form einer stilisierten Hand (die Hand von Irulegi) aus dem 1. Jahrhundert v. Chr. gefunden, das fünf Wörter mit insgesamt 40 Zeichen in nordostiberischer Schrift enthielt. Ein Wort konnte als sorioneku gelesen werden (modernes Baskisch: zorioneko, eine Deklinationsform von „gutes Omen“). Damit wurde die Vermutung, dass die baskische Sprache zur damaligen Zeit schriftlos gewesen sei, widerlegt.
Lateinische Inschriften meist aus dem heutigen Südwestfrankreich bewahren einige eindeutig baskische Personennamen oder Götternamen (Leherenno deo „der erste Gott“). Seit 1000 n. Chr. bleiben baskische Eigennamen, aber auch baskische Formeln und kurze Sätze häufiger erhalten. Das erste Buch in baskischer Sprache wurde 1545 gedruckt (Linguae Vasconum Primitiae). Es wurde von Jean (d’) Etxepare (Echepare), einem Priester aus Niedernavarra, verfasst und enthält eine Reihe volkstümlicher Gedichte. Dieses Buch war der Beginn einer ununterbrochenen, aber nicht besonders umfangreichen literarischen Überlieferung, die vor allem religiöse Titel aufweist. Die „Baskische Wiedererweckungs- oder Renaissancebewegung“ (Euskal pizkundea, 1887–1936) unternahm erste konkrete Schritte zur Vereinheitlichung der Schriftsprache auf Basis des Zentraldialekts von Gipuzkoa.
In den Jahren 2005 und 2006 wurden in Iruña-Veleia (Provinz von Alava) baskische Inschriften gefunden, die auf das 4. Jahrhundert datiert wurden, d. h. auf die Zeit der Christianisierung der Basken. Ihre Echtheit war umstritten, wurde aber von den Findern verteidigt. Ein Gericht in Vitoria-Gasteiz verurteilte den die Ausgrabung leitenden Archäologen im Jahr 2020 wegen Fälschung zu einer Gefängnisstrafe.

### Bürgerkrieg und Franco-Zeit
Vorübergehend erlangte das Baskische 1936 nach der Annahme des Baskischen Autonomiestatuts während der Zweiten Spanischen Republik den Status einer Amtssprache für das spanische Baskenland. Nach dem Sieg der Aufständischen im „Krieg im Norden“ verlor es diesen Status wieder (1937). In der anschließenden Franco-Diktatur (1939–1975) wurde der Gebrauch des Baskischen im gesamten öffentlichen Bereich verboten, was die Sprecherzahlen im Laufe jener Jahre stark absinken ließ. Erst seit 1975 wurden die Einschränkungen etwas gelockert, so dass auch Schulen mit Baskisch als Unterrichtssprache (ikastolak) und Baskischkurse für Erwachsene eingerichtet werden konnten. Diese Institutionen, die sich bald im gesamten Baskenland ausbreiteten, machten die Schaffung einer einheitlichen baskischen Schriftsprache immer dringender.

### Standardisierung, regionale Amtssprache
Die Etablierung des gemeinsamen Schrift- und Sprachstandards Euskara Batua („geeintes Baskisch“) wurde durch die Rechtschreibung-Festlegung von Koldo Mitxelena 1968 entscheidend gefördert, sie ist aber nicht vollständig abgeschlossen. Die Demokratisierung Spaniens seit 1975 und insbesondere die Verfassung von 1978, die dem Baskischen den Status einer regionalen Amtssprache neben dem Spanischen in den Provinzen Bizkaia, Gipuzkoa, Álava und Teilen von Navarra einräumte, schuf günstigere Voraussetzungen für die Stabilisierung und weitere Entwicklung der baskischen Sprache in Spanien.

### Ausblick
Diese förderlichen politischen Umstände, die feste Verwurzelung des Baskischen in der baskischen Bevölkerung und deren starkes ethnisches und sprachliches Bewusstsein tragen sicherlich zur längerfristigen Behauptung dieser außerordentlichen Sprache bei, obwohl sie weniger als eine Million Sprecher hat.

## Herkunftstheorien
Der Nachweis einer genetischen Verwandtschaft des Baskischen mit anderen Sprachen ist schon aus folgenden Gründen schwierig:
- Größere schriftliche Zeugnisse liegen erst aus dem 15. bzw. 16. Jahrhundert vor, so dass ältere Sprachstufen nur schwer rekonstruiert werden können. Hier kann allerdings die alte baskische Toponymie (Ortsnamenkunde) helfen.
- Andere altiberische Sprachen sind nur lückenhaft bekannt. Man kann deswegen nicht entscheiden, ob die in geringer Zahl existierenden baskisch-altiberischen Wortgleichungen nicht vielleicht auf Entlehnung oder Sprachkontakt zurückgehen (siehe „Iberische Hypothese“).

Die bisher unter seriösen Forschern meistverbreitete Hypothese besagt, dass das Baskische mit keiner anderen Sprache verwandt, also isoliert ist. Dennoch gab und gibt es auch zahlreiche Versuche, das Baskische mit anderen Sprachen und Sprachfamilien genetisch in Beziehung zu setzen. Offensichtlich bot die Isolation des Baskischen inmitten indogermanischer Sprachen dazu einen besonderen Anreiz. R. P. G. Rijk (1992) beschreibt das Ergebnis dieser Bemühungen lapidar: „Trotz all der Tinte, die auf seine genetische Verwandtschaft in den letzten hundert Jahren verwendet wurde, ist die Sache immer noch unklar“.

### Iberische Hypothese
Wilhelm von Humboldt und später Hugo Schuchardt stellten im 19. Jahrhundert die Hypothese der Verwandtschaft des Baskischen mit dem Iberischen auf. Das Iberische – nicht zu verwechseln mit dem Keltiberischen, einer keltischen und somit indogermanischen Sprache – ist eine nicht-indogermanische Sprache des vor- und frührömischen Spaniens (6. bis 1. Jahrhundert v. Chr.), die zunächst vereinzelt in griechischer, später in größerem Umfang in einer eigenen – von den Phöniziern und Griechen beeinflussten – iberischen Schrift auf zahlreichen Inschriften und Münzen in Spanien, auf den Balearen und in Südfrankreich überliefert wurde. Obwohl die Entzifferung der iberischen Buchstaben-Silben-Schrift gelungen ist (M. G. Moreno 1922–24), sind die iberischen Texte kaum verständlich geworden. Insbesondere war – entgegen der ursprünglichen Erwartung – das Baskische zu ihrem Verständnis bisher in keiner Weise hilfreich, was allein schon eine nähere Verwandtschaft dieser beiden Sprachen unwahrscheinlich macht. Dennoch wird von einigen Forschern die baskisch-iberische Hypothese nach wie vor vertreten, während die Mehrheit sie inzwischen ablehnt. Einige iberisch-baskische Wortgleichungen (z. B. mit baskisch bizkar „Felswand“, argi „hell, Licht“, ilun „dunkel“, iri/ili „Stadt“) sind auch durch den engen Kontakt des Altbaskischen mit dem Iberischen erklärbar.

### Afrikanische Hypothese
Andere sehen eine Verbindung des Baskischen zu afrikanischen Sprachen. Genannt wurden die Berbersprachen, eine Untergruppe der afroasiatischen Sprachen, die Songhai-Sprachen, deren eigene Klassifikation jedoch umstritten ist, und die Gruppe der Mande-Sprachen, die zu den Niger-Kongo-Sprachen gehören. Keine dieser Hypothesen konnte sich durchsetzen; sprachtypologisch sind sie äußerst fragwürdig.

### Kaukasische Hypothese
Die iberische Hypothese und die afrikanische Hypothese wurden bald durch die baskisch-kaukasische These verdrängt, die das Baskische mit den Kaukasus-Sprachen insgesamt oder einer Teilgruppe davon in Verbindung brachte. Unter den kaukasischen Sprachen versteht man die alteingesessenen Sprachen des Kaukasus, die weder indogermanisch noch turkisch noch semitisch sind. Der Kaukasologe Georgij A. Klimov setzte sich mit verschiedenen Autoren der baskisch-kaukasischen These kritisch auseinander und kommt zu einer völligen Ablehnung.
Klimovs Hauptgründe für die Ablehnung einer Verwandtschaft des Baskischen mit den kaukasischen Sprachen lauten:
- Die verschiedenen genetischen Einheiten des Kaukasischen (das in mindestens drei verschiedene Sprachfamilien zerfällt) werden beim Sprachvergleich nicht berücksichtigt.
- Das Baskische wird nach Bedarf mit einzelnen der rund 40 modernen Kaukasussprachen verglichen, anstatt rekonstruierte kaukasische Protosprachen heranzuziehen.
- Lautgesetze zwischen dem Baskischen und kaukasischen Einheiten werden selten etabliert.
- Die Argumentation ist generell stark typologisch geprägt, wodurch sie keinerlei genetische Beweiskraft besitzt.
- Semantische Anachronismen werden herangezogen (zum Beispiel werden Wörter der Eisenverarbeitung zum Vergleich benutzt, obwohl das Baskische und die Kaukasus-Sprachen sich vor mindestens 5000 Jahren getrennt haben müssten; damals gab es keine Eisenverarbeitung).
- Indogermanische Lehnwörter werden in den Vergleich einbezogen.

Klimovs Fazit: „Die baskisch-kaukasische These wird heutzutage nur noch von Journalisten oder von solchen Sprachforschern aufrechterhalten, die mit den Fakten des Baskischen oder der kaukasischen Sprachen nicht vertraut sind“.

### Dene-Kaukasische Hypothese

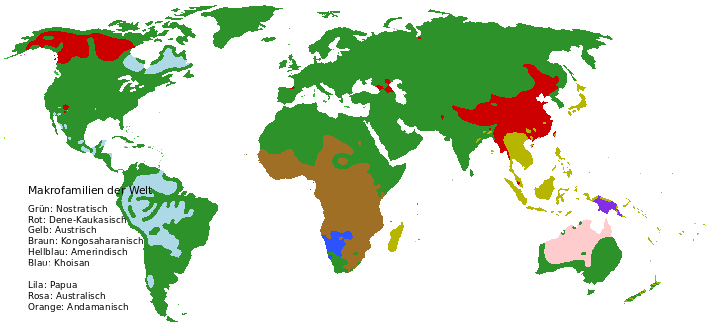
Die dene-kaukasische Makrofamilie ist rot eingezeichnet, zu dieser Familie soll auch das Baskische gehören

Edward Sapir führte 1915 die Bezeichnung Na-Dené-Sprachen ein. Darüber hinaus gibt es weitere Ansätze, die Na-Dené Sprachfamilie mit den eurasischen Sprachen in Verbindung zu bringen, so mit dem Sinotibetischen und dem Jenisseischen. Aufgrund linguistischer Analysen wurde eine genetische Verwandtschaft verschiedener Sprachen in einer hypothetischen Makro-Sprachfamilie, dem Dene-Kaukasisch, vermutet. In dieser Sprachfamilie finden sich einige Sprachen aus Eurasien und Nordamerika. Wesentliche Mitglieder sind das Sinotibetische, die nordkaukasischen Sprachen und eben das Baskische. Nach Vitaly Shevoroshkin auch „Dene-Sino-Caucasian Languages“.
Die neuesten Versuche zielen darauf ab, das Baskische als ein Glied einer hypothetischen europäisch-asiatisch-nordamerikanischen Makrofamilie, des sogenannten Dene-Kaukasischen, zu etablieren. Diese Makrofamilie geht im Kern auf Sergei Starostin 1984 zurück, die Hinzunahme des Baskischen wurde unter anderen von Wjatscheslaw Tschirikba (* 1959) 1985 vorgeschlagen. Nach dieser These wäre das Baskische mit dem Nordkaukasischen, dem Sinotibetischen und den Na-Dené-Sprachen Nordamerikas verwandt.

### Eurasische Hypothese
Der französische Sprachwissenschaftler Michel Morvan hat ein „euro-sibirisches“ Substrat des Baskischen erwogen und sieht Parallelen mit sibirischen Sprachen und Kulturen, aber auch mit anderen vorindogermanischen Sprachen. Er versucht, eine eurasische Verwandtschaft zu beweisen (Etymologisches Wörterbuch, Online / Internet / Lexilogos).

### Vaskonische Hypothese
Der Münchner Linguist Theo Vennemann stellt die Hypothese auf, dass eine als Vaskonisch bezeichnete Vorläufersprache des Baskischen einst in weiten Teilen West- und Mitteleuropas verbreitet war. Nach seinen namen- (s. „Onomastik“) und gewässerkundlichen (s. „Hydronymie“) Interpretationen sieht er Übereinstimmungen von Wortkernen vieler Fluss- und Ortsnamen in West- und Mitteleuropa mit baskischen Wörtern für Wasser, Fluss, Gewässer, Tal u. a. Viele Forscher, darunter auch Baskologen, haben diesen Ansatz verworfen, weil er kaum beweisbar sei.

## Wechselbeziehungen zu Nachbarsprachen

### Phonologie
Zwei benachbarte romanische Sprachen, nämlich Spanisch und noch stärker die südwestokzitanische Regionalsprache Gaskognisch, weisen eine Reduktion des lateinischen f zu h auf, das in der spanischen Hochsprache heute verstummt ist. Dieses Phänomen wird auf den Einfluss des Baskischen zurückgeführt, zum Vergleich der spanische Ortsname Fuenterrabia, baskisch Hondarribia, hoch-aragonisch Ongotituero.
- lat. filia → französisch fille, okzitanisch filha | spanisch hija, gaskognisch hilha ‚Tochter‘
- lat. farina → frz. farine, okz. farina | span. harina, gask. haría ‚Mehl‘
- lat. flos/flor- → frz. fleur, span./okz. flor | gask. hlor ‚Blume‘
- lat. frigidus → span. frío, frz. froid, okz. freg, fred | gask. hred ‚kalt‘
- vulgärlateinisch calefare → frz. chauffer, katalanisch calfar, okz. caufar | gask. cauhar ‚heizen‘

Weitere wahrscheinliche Einflüsse sind die Unterscheidung zweier r-Laute im Baskischen wie im Spanischen und der prothetische Sprossvokal vor ursprünglich anlautendem r.
- lat. rota → spanisch rueda, französisch roue, okzitanisch ròda | baskisch errota, gaskognisch arroda ‚Rad‘

Die gesamte Gascogne wird als ehemaliges baskisches Sprachgebiet angesehen, was sich schon aus dem Namen erschließt (Vascones > Wascons > Gascons). In Spanien weist die Toponomie auf ein früher weit ausgedehnteres Verbreitungsgebiet, z. B. Val d’Aran (baskisch haran ‚Tal‘).

### Wortschatz
Die den Wortschatz betreffenden Forschungen zeigen, dass die ältesten Wörter auf einsilbigen Wurzeln beruhen und zweisilbige und mehrsilbige Wurzeln später im Lauf der Sprachentwicklung entstanden. Oft ist nicht klar, welche heutigen baskischen Wörter Erbwörter sind und welche entlehnt wurden. Zu den Erbwörtern zählen höchstwahrscheinlich alle konjugierten Verben (z. B. ekarri „bringen“, ibili „umhergehen“, etorri „kommen“ usw.), die meisten Wörter für Körperteile (esku „Hand“, begi „Auge“, buru „Kopf“), die Zahlwörter bis zu mila „Tausend“ (mila ist ein romanisches Lehnwort), die Wörter für Verwandtschaftsbeziehungen (aita „Vater“, osaba „Onkel“) und die meisten Pronomen (gu „wir“, hau „dies“, ezer „nichts“, nor? „wer?“, zerbait „etwas“).

#### Lexikalische Entlehnung
Das Baskische hat nicht nur in seiner Morphologie, sondern auch in seinem Wortschatz eine augenfällige Eigenständigkeit bewahrt, trotz des mindestens 2500-jährigen Drucks der umgebenden indogermanischen Sprachen. Dennoch hat es im Laufe seiner Geschichte Lehnwörter vor allem aus den lateinisch-romanischen Sprachen integriert. Einige Beispiele sind:
- aizkora ‚Axt‘ ← lat. asciola
- bake ‚Frieden‘ ← lat. pax, pacis
- dorre ‚Turm‘ ← span. torre ← lat. turris
- eliza ‚Kirche‘ ← lat. ecclesia
- errege ‚König‘ ← lat. rex, regis
- liburu ‚Buch‘ ← lat. liber, vulgärlat. librum
- nazka ‚Ekel‘ ← span./katalan. basca
- ohore ‚Ehre‘ ← lat. (h)onore(m)
- putzu ‚Brunnen‘ ← span. pozo, bearn. putz oder okz. potz
- zeru ‚Himmel‘ ← lat. caelum

Eine weitere wichtige Lehnwortschicht entstammt dem Keltischen, wobei aber viele Ableitungen unsicher sind. In der Forschung wird angemerkt, dass es weniger Lehnwörter aus dem Keltischen gibt, als man angesichts des jahrhundertelangen Kontakts der Sprachen erwarten könnte.
- adar ‚Horn‘ ← kelt. adarcos (unsicher)[24]
- andere/andre ,Frau‘ ← bret. annoer, wal. anner oder alt-ir. ander[21][24]
- hartz ‚Bär‘ ← kelt. artos[24]
- maite ‚geliebt‘ ← kelt. matis ‚gut‘ (unsicher)[24]
- mando ‚Maultier‘ ← kelt. mandus ‚kleines Pferd‘[24]
- neska ,Mädchen‘ ← kelt. ner/nyr[21]

Obwohl das Baskische zahlreiche Möglichkeiten besitzt, durch Ableitungen neue Wörter zu bilden, finden heute die englischen und romanischen Wörter der modernen Technologie in großem Umfang als Fremdwörter Eingang ins Baskische. Umgekehrt wurden nur sehr wenige baskische Wörter in die umgebenden romanischen Sprachen entlehnt; allerdings haben baskische Familien- und Ortsnamen in Spanien und Lateinamerika weite Verbreitung gefunden (z. B. Bolívar, Echeverría und Guevara). Mögliche baskischstämmige Lehnwörter in romanischen Sprachen sind:
- span. becerro ‚einjähriges Kalb‘, zu aspan. bezerro ← bask. bet- ‚Kuh‘ (Wortbildungsform von behi) + -irru.
- span. bizarro ‚kühn, lebendig, tapfer‘ ← bask. bizar ‚Bart‘.
- span. cachorro ‚Hündchen‘, südkorsisch ghjacaru ‚Jagdhund‘, sardisch giagaru ← bask. txakur ‚Welpen‘.
- span. cencerro ‚Kuhglocke‘ ← bask. zintzarri, zintzerri.
- port. esquerdo, span. izquierda, kat. esquerre ‚links‘, okz. esquèr(ra) ‚link‘ ← bask. ezkerra ‚Linke‘, zu ezker ‚link‘ gebildet.
- span. madroño, arag. martuel, kat. maduixa ‚Erdbeerbaum‘ ← bask. martotx ‚Brombeerstrauch‘, martuts ~ martuza ‚Brombeer‘.
- port. pestana, span. pestaña, kat. pestanya ‚Wimper‘ ← *pistanna ← urbaskisch *pist-, woraus bask. pizta ‚Augenbutter‘ und piztule ‚Wimper‘.
- port. sarça, span. zarza ‚Brombeerstrauch‘, zu altspanisch çarça ← altbaskisch çarzi (17. Jh.), wovon bask. sasi ‚Dornbusch‘ und sarri ‚Gesträuch, Dickicht‘.
- port. veiga, span. vega ‚Aue, fruchtbare Ebene‘, zu altspanisch vayca ← bask. ibai ‚Fluss‘ + -ko (Separativendung; Diminutivsuffix).

Baskischen Wörtern ähnelnde Wörter mit ähnlicher Bedeutung können in manchen Sprachen Eurasiens gefunden werden: baskisch ele „Wort“ – wepsisch kel „Sprache“, finnisch kieli „Sprache“, mongolisch хэл (hel) „Sprache“; baskisch gutxi, guti „wenig“ – dravidisch guti „wenig“; und andere.

## Sprachstruktur
Das Baskische unterscheidet sich typologisch völlig von den benachbarten romanischen und allen indogermanischen Sprachen: es besitzt eine Suffix-Deklination (wie agglutinierende Sprachen, z. B. die uralischen und turkischen Sprachen), kein grammatisches Geschlecht und ein äußerst formenreiches und kompliziertes Verbalsystem mit der Markierung von einer oder bis zu vier Personen in jeder finiten Verbalform (polypersonale Flexion). Die Markierung der Nominalflexion (Deklination) erfolgt am Ende einer Wortgruppe (Syntagma). Im Gegensatz zu den meisten indoeuropäischen Sprachen – die einem Nominativ-/Akkusativ-System gehorchen – ist das Baskische eine Absolutiv-/Ergativ-Sprache (s. u.).

### Lautsystem

#### Alphabet
Das baskische Alphabet, welches auf dem lateinischen Alphabet basiert, zählt die folgenden 27 Buchstaben und 7 Digraphe:
| Buchstabe  | Name         | Aussprache nach IPA | Bemerkung |
| Buchstaben | Buchstaben   | Buchstaben          | Buchstaben |
| ---------- | ------------ | ------------------- | --- |
| A, a       | a            | /a/                 | |
| B, b       | be           | /b/, [β̞]            | |
| C, c       | ze           | /s/, /k/            | Wird nur in Fremd- bzw. Lehnwörtern benutzt.                                                                    |
| Ç, ç       | ze hautsia   | /s/                 | Zählt nicht als eigener Buchstabe, sondern als Variante des C, und wird nur in Fremd- bzw. Lehnwörtern benutzt. |
| D, d       | de           | /d̪/, [ð̞]            | |
| E, e       | e            | /e/                 | |
| F, f       | efe          | /f/                 | |
| G, g       | ge           | /ɡ/, [ɣ̞]            | |
| H, h       | hatxe        | /ɦ/ oder stumm      | |
| I, i       | i            | /i/, /i̭/            | |
| J, j       | jota         | /j/                 | Dialektal auch ausgesprochen /ʝ/, /ɟ/, /dʒ/, /ʒ/, /ʃ/ oder /χ/                                                  |
| K, k       | ka           | /k/                 | |
| L, l       | ele          | /l/                 | |
| M, m       | eme          | /m/                 | |
| N, m       | ene          | /n/                 | |
| Ñ, ñ       | eñe          | /ɲ/                 | |
| O, o       | o            | /o/                 | |
| P, p       | pe           | /p/                 | |
| Q, q       | ku           | /k/                 | Wird nur in Fremd- bzw. Lehnwörtern benutzt.                                                                    |
| R, r       | erre         | /r/, /ɾ/            | |
| S, s       | ese          | /s̺/                 | |
| T, t       | te           | /t̪/                 | |
| U, u       | u            | /u/, /u̯/            | |
| Ü, ü       | ü            | /y/                 | Dialektale Variante des U, wird nicht als eigener Buchstabe gezählt.                                            |
| V, v       | uve          | /b/, [β̞]            | Wird nur in Fremd- bzw. Lehnwörtern benutzt.                                                                    |
| W, w       | uve bikoitza | /u̯/                 | Wird nur in Fremd- bzw. Lehnwörtern benutzt.                                                                    |
| X, x       | ixa          | /ʃ/                 | |
| Y, y       | i grekoa     | /i/, /i̭/, /j/       | Wird nur in Fremd- bzw. Lehnwörtern benutzt.                                                                    |
| Z, z       | zeta         | /s̻/                 | |
| Digraphe   |              |                     | |
| DD, dd     |              | /ɟ/                 | |
| LL, ll     |              | /ʎ/                 | |
| RR, rr     |              | /r/                 | |
| TS, ts     |              | /t͡s̺/                | |
| TT, tt     |              | /c/                 | |
| TX, tx     |              | /t͡ʃ/                | |
| TZ, tz     |              | /t͡s̻/                | |

#### Vokale
Das Vokalsystem ist dreistufig und unterscheidet keine Vokalquantitäten. Das Baskische hat fünf Vokale und zehn Diphthonge. Die Vokale sind a [a], e [e], i [i], o [o] und u [u]. Dabei können e und i je nach Umgebung offener oder geschlossener ausgesprochen werden. Zusätzlich gibt es im suletinischen Dialekt den Laut ü [y]. Unter Linguisten ist strittig, ob er nur als Aussprachevariante des u zu betrachten ist oder als eigenständiges Phonem. Bei den Diphthongen unterscheidet man zwei Gruppen. Die abnehmenden Diphthonge beginnen mit einem offenen Vokal und enden mit einem geschlossenen: ai, ei, oi, au, eu. Bei den ansteigenden Diphthongen folgt auf einen geschlossenen Vokal ein offener: ia, ie, io, ua, ue. Die häufigste Vokalbuchstabenverbindung, das „ai“, kennzeichnet oft nicht ein Diphthong, sondern das darin enthaltene i palatalisiert den nachfolgenden Konsonanten, Beispiel baina [baɲa].

#### Konsonanten
Besonderheiten im baskischen Konsonantensystem sind die beiden s-Laute und die fünf Palatallaute.
Der Buchstabe z stellt ein stimmloses [s̻] dar, bei dem die Zungenspitze am unteren Zahnwall liegt, wie bei der deutschen, französischen oder englischen Aussprache des Buchstabens s. Bei dem baskischen mit s dargestellten Laut [s̺] liegt die Zungenspitze dagegen beim oberen Zahnwall, ähnlich wie bei der Aussprache des Lautes, der im europäischen Spanisch mit dem Buchstaben s dargestellt wird.
Zu den Palatallauten gehören: stimmloses [c] (zwischen deutschem „z“ und „tsch“), geschrieben als tt oder -it-, dazu das stimmhafte [ɟ] (zwischen „ds“ und „dj“), geschrieben als dd oder -id-, das [ɲ] (zwischen deutschem „n“ und „j“), geschrieben ñ oder in, das [ʎ] (zwischen deutschem „l“ und „j“), geschrieben ll oder il, und das [ʃ], im Baskischen mit dem Buchstaben x dargestellt. Die Aussprache ähnelt deutschem „sch“, schwankt jedoch zwischen ch und dsch.
|                     | labial | dental | apiko- alveol. | dorso- alveol. | postalv. | palatal  | velar   | glottal |
| ------------------- | ------ | ------ | -------------- | -------------- | -------- | -------- | ------- | ------- |
| Okklusive stimmlos  | p      | t      | ts̺ (ts)        | ts̻ (tz)        | ʧ (tx)   | (c) (tt) | k       | –       |
| Okklusive stimmhaft | b      | d      | –              | –              | –        | (ɟ) (dd) | g       | –       |
| Frikative           | (f)    | –      | s̺ (s)          | s̻ (z)          | ʃ (x)    | –        | x/ʤ (j) | h       |
| Nasale              | m      | n      | –              | –              | –        | (ɲ) (ñ)  | –       | –       |
| Vibranten           | –      | –      | –              | r (rr)         | –        | –        | –       | –       |
| Taps/Flaps          | –      | –      | –              | ɾ (r)          | –        | –        | –       | –       |
| Laterale            | –      | –      | –              | l              | –        | ʎ (ll)   | –       | –       |

Die Laute sind in der IPA-Form angegeben, in Klammern dahinter die schriftlichen Realisierungen der baskischen Orthographie, falls sie von der IPA-Form abweichen.
Eingeklammerte Phoneme haben keinen vollständigen Phonemstatus, so tritt [f] nur in Lehnwörtern auf, [c] und [ɟ] kommt besonders in Koseformen vor. Auch wenn [h] von vielen Sprechern an der Oberfläche nicht artikuliert wird, handelt es sich systematisch gesehen um ein Phonem des Baskischen.
Der Unterschied zwischen ts und tz ist phonemisch, wie das Beispielpaar
- atzo „gestern“
- atso „eine alte Frau“

belegt.
Außerdem ist der Unterschied zwischen r und rr, zwischen z und s phonemisch:
- ere „auch“ – erre „brennen, rauchen, gebraten“
- jaso „bekommen“ – jazo „geschehen, passieren“

Die Aussprache der stimmlosen Plosive ist stärker aspiriert als in den romanischen Sprachen.

### Wortstellungen
Einige grundlegende Wortstellungen:
- Subjekt – Objekt – Verb (Stellung der Satzglieder im Satz)
- erläuternder Genitiv – Nomen
- Nomen – zugehöriges Adjektiv
- Possessivpronomen – Nomen
- Nomen – Postposition
- Zahlwort – gezähltes Nomen

### Ergativsprache
Das Baskische ist eine Ergativsprache, das heißt, es gibt für das Subjekt eines transitiven Verbums einen besonderen Fall, den Ergativ, während für das Subjekt intransitiver Verben der Absolutiv benutzt wird. Dieser Absolutiv dient gleichzeitig als direktes (Akkusativ-)Objekt transitiver Verben. Der Ergativ wird im Baskischen durch das Suffix /-(e)k/ gekennzeichnet, der Absolutiv bleibt unmarkiert, er stellt die Grundform des Nomens dar.
- Jon dator > „John kommt“ (intransitiv, Jon im Absolutiv)
- Jonek ardoa dakar > „John bringt Wein“ (ardo) (transitiv, Jon im Ergativ, ardo im Absolutiv)
- Oinak zerbitzatzen du[31] eskua eta eskuak oina > „Der Fuß (oina) bedient die Hand (eskua) und die Hand den Fuß“.

### Nominalmorphologie
Hier gibt es zwei Sichtweisen:

#### Transnumeral
Das Nomen besitzt in dieser Darstellung eine numerusfreie Grundform (Transnumeral), einen Singulativ und eine Plural-Form. Im Absolutiv (siehe oben) lauten die Formen wie folgt:
| Numerus                | Form    | Übersetzung |
| ---------------------- | ------- | ----------- |
| Absolutiv Transnumeral | katu    | Katze       |
| Absolutiv Singulativ   | katu-a  | die Katze   |
| Absolutiv Plural       | katu-ak | die Katzen  |

Bei der numerusfreien Grundform (Transnumeral) geht es darum, vom Numerus zu abstrahieren.

#### Definitheitssuffix
Manche Sprachwissenschaftler bevorzugen eine alternative Sicht. Sie bezeichnen die endungslose Form katu als „indefinit“ (durch kein Merkmal ausgezeichnet) und das Morphem -a als „Definitheitssuffix“, das bei jedweder Charakterisierung an die indefinite Form angehängt wird. Man sieht aber, dass das Baskische schon bei einer Einschränkung der Unbestimmtheit durch eine Teil-Charakterisierung („specific indefinite“.) eines Nomens ein solches Suffix vorschreibt, wie der Beispielsatz Garfield katua da („Garfield ist eine (und zwar eine ganz bestimmte) Katze“) zeigt.

#### Kasusbildung
Das Baskische bildet die Kasus eines Nomens durch Anfügen von Suffixen, die jedoch nicht unmittelbar auf das Nomen folgen müssen, sondern immer an das letzte Element einer Nominalgruppe angefügt werden.
Die Suffixe der Deklination sind in reiner Form bei den Eigennamen und transnumeralen Formen erhalten. Die Singularsuffixe werden durch Anfügen des Markers /-a(-)/ gebildet, die Plurale meist durch Wegfall des suffixeinleitenden /-r-/. Ein Genus (grammatisches Geschlecht) kennt das Baskische nicht. Die folgende Tabelle gibt eine Übersicht über die regelmäßige Deklination im Baskischen.
Die Fälle und ihre entsprechenden Suffixe:
| Kasus        | Unbelebt                                      | Unbelebt     | Unbelebt  | Belebt                                         | Belebt         | Belebt       | Bedeutung                |
| Kasus        | Transnumeral                                  | Singular     | Plural    | Transnumeral                                   | Singular       | Plural       | Bedeutung                |
| ------------ | --------------------------------------------- | ------------ | --------- | ---------------------------------------------- | -------------- | ------------ | ------------------------ |
| Absolutiv    | –                                             | -a           | -ak       | wie Unbelebt                                   | wie Unbelebt   | wie Unbelebt | (siehe oben)             |
| Ergativ      | -([r]e)k                                      | -ak          | -ek       | wie Unbelebt                                   | wie Unbelebt   | wie Unbelebt | (siehe oben)             |
| Dativ        | -(r)i                                         | -ari         | -ei       | wie Unbelebt                                   | wie Unbelebt   | wie Unbelebt | für                      |
| Genitiv      | -(r)en                                        | -aren        | -en       | wie Unbelebt                                   | wie Unbelebt   | wie Unbelebt | possessiver Genitiv      |
| Benefaktiv   | -(r)rentzat                                   | -arentzat    | -entzat   | wie Unbelebt                                   | wie Unbelebt   | wie Unbelebt | zugunsten von            |
| Komitativ    | -(r)ekin                                      | -arekin      | -ekin     | wie Unbelebt                                   | wie Unbelebt   | wie Unbelebt | zusammen mit             |
| Motivativ    | -([r]e)ngatik                                 | -a(ren)gatik | -engatik  | wie Unbelebt                                   | wie Unbelebt   | wie Unbelebt | wegen                    |
| Instrumental | -(e)z, -(e)taz                                | -az          | -ez       | wie Unbelebt                                   | wie Unbelebt   | wie Unbelebt | mittels                  |
| Inessiv      | -([r]e)tan -([r]e)n (bei Eigennamen)          | -(e)an       | -etan     | -(r)engan -([r]en)gan (bei Eigennamen)         | -a(ren)gan     | -engan       | in / bei                 |
| Allativ      | -(e)tara -([r]e)ra (bei Eigennamen)           | -(e)ra       | -etara    | -(r)engana -([r]en)gana (bei Eigennamen)       | -a(ren)gana    | -engana      | nach / zu                |
| Ablativ      | -(e)tatik -([r]e)tik (bei Eigennamen)         | -(e)tik      | -etatik   | -(r)engandik -([r]en)gandik (bei Eigennamen)   | -a(ren)gandik  | -engandik    | von / durch              |
| Direktiv     | -([e]ta)rantz -([r]e)rantz (bei Eigennamen)   | -(e)rantz    | -etarantz | -([r]en)ganantz                                | -a(ren)ganantz | -enganantz   | in Richtung              |
| Terminativ   | -([e]ta)taraino -([r]e)raino (bei Eigennamen) | -(e)raino    | -etaraino | -(r)enganaino -([r]en)ganaino (bei Eigennamen) | -a(ren)ganaino | -enganaino   | bis zu                   |
| Separativ    | -(e)tako -([r]e)ko (bei Eigennamen)           | -(e)ko       | -etako    | –                                              | –              | –            | von / her                |
| Prolativ     | -tzat                                         | –            | –         | -tzat                                          | –              | –            | halten für / ansehen als |
| Partitiv     | -(r)ik                                        | –            | –         | -(r)ik                                         | –              | –            | irgendeine / keine       |

Die Deklination von Nomina, die auf einen Konsonanten auslauten, unterscheidet sich nur unwesentlich: das suffixeinleitende /-r/ entfällt bei den transnumeralen Formen, vor manchen Suffixen wird ein /-e-/ eingefügt.

#### Personalpronomina
Die Deklination der Personalpronomina erfolgt nach demselben Schema:
| Kasus        | ich      | du       | er/sie    | wir      | Sie      | ihr      | sie (Plural) |
| ------------ | -------- | -------- | --------- | -------- | -------- | -------- | ------------ |
| Absolutiv    | ni       | hi       | hura      | gu       | zu       | zuek     | haiek        |
| Ergativ      | nik      | hik      | hark      | guk      | zuk      | zuek     | haiek        |
| Dativ        | niri     | hiri     | hari      | guri     | zuri     | zuei     | haiei        |
| Genitiv      | nire     | hire     | haren     | gure     | zure     | zuen     | haien        |
| Benefaktiv   | niretzat | hiretzat | harentzat | guretzat | zuretzat | zuentzat | haientzat    |
| Komitativ    | nirekin  | hirekin  | harekin   | gurekin  | zurekin  | zuekin   | haiekin      |
| Instrumental | nitaz    | hitaz    | hartaz    | gutaz    | zutaz    | zuetaz   | haietaz      |

#### Nominalphrasen
Die Kasusendungen werden in einer Nominalphrase aus mehreren Gliedern nur an das letzte Glied angehängt. Die vorangehenden Glieder werden nicht mitdekliniert. Attributive Adjektive stehen hinter dem zugehörigen Substantiv, bat (‚ein‘) hat die Funktion eines unbestimmten Artikels und steht am Ende der Nominalphrase.
| Baskisch              | Deutsch                                         |
| --------------------- | ----------------------------------------------- |
| asto txuri bat        | ein weißer (txuri) Esel (asto)                  |
| katu beltz batengatik | wegen einer schwarzen (beltz) Katze (katu)      |
| etxe ederra           | das schöne (eder) Haus (etxe)                   |
| gure ahuntz politak   | unsere (gure) schönen (polit) Ziegen (xahuntzx) |
| zahagi berrietan      | in den neuen (berri) (Wein-)Schläuchen (zahagi) |

#### Wortbildung

##### Die Suffixe, mit denen neue Wörter gebildet werden
Die Suffixe -tasun, -pen, -keta, -tza und -era ermöglichen Substantivierung:
- sendo „stark, fest“ – sendotasun „Stärke“, alai „lustig“ – alaitasun „Lustigkeit“;
- itxaron „warten, erwarten“ – itxaropen „Hoffnung“, itzuli „zurückkommen, übersetzen“ – itzulpen „Übersetzung“;
- luze „lang“ – luzera „Länge“, egon „sein, stehen, stehenbleiben“ – egoera „Zustand“, sortu „schaffen, machen“ – sorrera „Schöpfung, Entstehung“;
- aztertu „forschen, analysieren“ – azterketa „Forschung, Analyse“;
- jakin „wissen“ – jakintza „Wissen, Kenntnis“, zaindu „beschützen, pflegen“ – zaintza „Schutz“.

Die Suffixe -(l)ari und -le bilden Namen nach Beruf und das Suffix -tzaile bildet Namen nach Tätigkeit:
- abestu „singen“ – abeslari „Sänger“, guda „Krieg“ – gudari „Krieger“;
- irakatsi „lehren, unterrichten“ – irakasle „Lehrer“, ikasi „lernen, studieren“ – ikasle „Lerner, Schüler“;
- erabili „benutzen, verwenden, gebrauchen“ – erabiltzaile „Benutzer“, sortu „schaffen, machen“ – sortzaile „Schöpfer“.

Das Suffix -tsu („voll“) ermöglicht es, einige, besonders mit der Natur verbundene neue Wörter zu bilden:
- haize „Wind“ – haizetsu „windig“,
- euri „Regen“ – euritsu „regnerisch“,
- laino „Nebel“ – lainotsu „neblig“,
- zorion „Glück“ – zoriontsu „glücklich“,
- mendi „Berg“ – menditsu „gebirgig“,
- ospe „Ruhm“ – ospetsu „berühmt“,
- gogo „Lust“ – gogotsu „gern“.

Das Suffix -kor bedeutet eine Neigung:
- aldatu „(sich) verändert“ – aldakor „veränderlich“,
- hosto „Blatt“, erori „fallen“ – hostoerorkor „laubabwerfend“.

Die meisten Verben haben die Suffixe -tu und -du; diese ermöglichen fast immer, ein Verb zu bilden:
- lasai „ruhig“ – lasaitu „beruhigen“,
- geldi „unbeweglich, stehend“ – gelditu „unbeweglich machen“,
- haserre „Zorn, Wut“ – haserretu „sich ärgern, wütend sein“,
- erro „Wurzel“ – errotu „verwurzlen“.

-txo bildet Kosenamen:
- hanka „Bein“ – hankatxo „Beinchen“.

Das Suffix -(t)ar wird verwendet, um Bewohner eines Landes oder einer Siedlung zu bezeichnen: Alemania „Deutschland“ – alemaniar „Deutscher“, Bilbo „Bilbao“ – bilbotar „Bewohner von Bilbao“.
Das Suffix -gailu (-kailu) „Gerät“ wird verwendet, um Geräte bedeutende Wörter zu bilden: hotz „kalt“ – hozkailu „Kühlschrank“.
Das Suffix -(t)zale bedeutet „eine Person, die etwas gern tut“: lagundu „helfen“ – lagunzale „eine gern helfende Person“, garbi „rein“ — garbizale „Purist“.
Das Suffix -(eta)ko bildet Kleidungsstücksnamen und andere Nomina: oin „Fuß“ – oinetako „Schuh“, euri „Regen“ — euritako „Regenschirm“.
Die Verwandtschaft bedeutenden Wörter haben üblicherweise das Suffix -ba: alaba „Tochter“, biloba „Enkel/Enkelin“.

###### Zusammengesetzte Wörter
Viele baskische Wörter sind aus zwei einfacheren Wörtern zusammengesetzt:
- hiztegi „Wörterbuch“ – hitz „Wort“ + -tegi „Stall, Gebäude“,
- eskubide „Recht“ – esku „Hand“ + bide „Weg“,
- ahots „Stimme“ – aho „Mund“ + ots „Klang, Laut“,
- joan-etorri „Ausflug, Reise“ – joan „gehen, weggehen“ + etorri „kommen“,
- eskuzabal „großzügig“ – esku „Hand“ + zabal „breit“.

### Zahlwörter
Das Baskische zeigt ein klares Vigesimalsystem (Zwanziger-System), z. B. 40 = 2 × 20, 60 = 3 × 20, 80 = 4 × 20, 90 = 4 × 20 + 10. Ein Vigesimalsystem gibt es allerdings auch in anderen Sprachen Europas: in den kaukasischen Sprachen, in den keltischen Sprachen Bretonisch, Irisch, schottisches Gälisch (dort fakultativ) und Walisisch, im Dänischen sowie in Resten im Französischen (70=soixante-dix, 80=quatre-vingt, 90=quatre-vingt-dix).
| 1  | bat       | 11 | hamaika    | 30  | hogeita hamar     |
| 2  | bi        | 12 | hamabi     | 40  | berrogei          |
| 3  | hiru      | 13 | hamahiru   | 50  | berrogeita hamar  |
| 4  | lau       | 14 | hamalau    | 60  | hirurogei         |
| 5  | bost      | 15 | hamabost   | 70  | hirurogeita hamar |
| 6  | sei       | 16 | hamasei    | 80  | laurogei          |
| 7  | zazpi     | 17 | hamazazpi  | 90  | laurogeita hamar  |
| 8  | zortzi    | 18 | hemezortzi | 100 | ehun              |
| 9  | bederatzi | 19 | hemeretzi  |     |                   |
| 10 | hamar     | 20 | hogei      |     |                   |

### Verbalmorphologie
Während sich die Flexion des Nomens im Baskischen trotz der vielen Fälle recht übersichtlich gestaltet, ist die Verbalmorphologie geradezu berüchtigt für ihre außerordentlich vielfältige und komplizierte Formenbildung. Grammatiker des 18. Jahrhunderts zählten nicht weniger als 30.952 Formen eines einzigen Verbs. Das hat folgende Ursache: die Formen des finiten Verbs enthalten im Baskischen nicht nur einen Bezug auf die jeweilige Person des handelnden Subjekts (das ist der Normalfall etwa in indogermanischen Sprachen: ich lieb-e, du lieb-st, er lieb-t usw.), sondern zusätzlich auf die Person des direkten und des indirekten Objekts der Handlung und manchmal sogar noch die Person des Angesprochenen.
Hier einige Formen des Präsens vom Verb ukan ‚haben‘ (3sg = 3. Person Singular usw.):
| Baskisch  | Übersetzung             | Subjekt | direktes Objekt | indirektes Objekt |
| --------- | ----------------------- | ------- | --------------- | ----------------- |
| du        | er/sie hat es           | 3sg     | 3sg             | –                 |
| gaitu     | er/sie hat uns          | 3sg     | 1pl             | –                 |
| zaitugu   | wir haben Sie           | 1pl     | 2sg             | –                 |
| diot      | ich habe es für ihn/sie | 1sg     | 3sg             | 3sg               |
| dizut     | ich habe es für Sie     | 1sg     | 3sg             | 2sg               |
| dizkizut  | ich habe sie für Sie    | 1sg     | 3pl             | 2sg               |
| dizkigute | sie haben sie für uns   | 3pl     | 3pl             | 1pl               |

Man erkennt sofort, zu welcher Formenfülle diese dreifache Markierung der Verbalformen führen muss. Eine übersichtliche Darstellung des Paradigmas müsste dreidimensional sein.

#### Die einfache Konjugation
Das Baskische unterscheidet eine sog. „einfache (oder synthetische)“ Konjugation, bei der die Formen direkt vom Verb selbst gebildet werden (wie z. B. das deutsche Präsens ‚er liebt‘) und eine „zusammengesetzte (analytische oder periphrastische)“ Konjugation mit Hilfsverben (wie z. B. das deutsche Perfekt ‚ich habe geliebt‘).
Die sog. einfache Konjugation findet nur für eine kleine Gruppe häufig verwendeter Verben Anwendung. Einfach konjugiert werden die Verben izan ‚sein‘, ukan ‚haben‘, egon ‚sein‘, etorri ‚kommen‘, joan ‚(zielgerichtet) gehen‘, ibili ‚umhergehen‘, eduki ‚haben, halten‘, jakin ‚wissen‘, esan ‚sagen‘. Im literarischen Baskischen werden noch einige weitere Verben einfach konjugiert, wie ekarri ‚bringen‘, erabili ‚benutzen‘, eraman ‚tragen‘, etzan ‚liegen‘, iraun ‚dauern‘. Der Anteil der sog. einfachen Verben war in früheren Sprachphasen größer, Texte aus dem 16. Jahrhundert enthalten etwa fünfzig. Heute werden sie als Mittel des gehobenen Stils verwendet. Alle anderen Verben werden periphrastisch (d. h. mit Hilfsverben) konjugiert. Die einfache Konjugation besitzt heute nur noch zwei Tempora – Präsens und Präteritum – und einen Imperativ.
Beispiel: Präsens vom Verbum ekarri ‚bringen‘ mit einigen Varianten des Subjekts und direkten und indirekten Objekts (3sg = 3. Person Singular etc.):
| Baskisch    | Übersetzung                | Subjekt | direktes Objekt | indirektes Objekt |
| ----------- | -------------------------- | ------- | --------------- | ----------------- |
| dakart      | ich bringe es              | 1sg     | 3sg             | –                 |
| dakarna     | du (weiblich) bringst es   | 2sg     | 3sg             | –                 |
| dakark      | du (männlich) bringst es   | 2sg     | 3sg             | –                 |
| dakar       | er/sie bringt es           | 3sg     | 3sg             | –                 |
| dakarte     | sie bringen es             | 3pl     | 3sg             | –                 |
| dakartza    | er/sie bringt sie          | 3sg     | 3pl             | –                 |
| nakar       | er/sie bringt mich         | 3sg     | 1sg             | –                 |
| hakar       | er/sie bringt dich         | 3sg     | 2sg             | –                 |
| dakarkiote  | sie bringen es zu ihm/ihr  | 3pl     | 3sg             | 3sg               |
| dakarzkiote | sie bringen sie zu ihm/ihr | 3pl     | 3pl             | 3sg               |

Ein vollständiges Schema des Präsens des häufig benutzten Hilfsverbs ukan ‚haben‘ mit festem direktem Objekt in der 3. Sg. ‘es’ und variablem Dativ-Objekt zeigt folgende Tabelle:
| Subjekt           | Person des indirekten Objekts | Person des indirekten Objekts | Person des indirekten Objekts | Person des indirekten Objekts | Person des indirekten Objekts | Person des indirekten Objekts | Person des indirekten Objekts | Person des indirekten Objekts | Person des indirekten Objekts |
|                   | ohne                          | 1sg (mir)                     | 2sg (dir weiblich)            | 2sg (dir männlich)            | 3sg (ihm/ihr)                 | 1pl (uns)                     | 2sg (Ihnen)                   | 2pl (euch)                    | 3pl (ihnen)                   |
| ----------------- | ----------------------------- | ----------------------------- | ----------------------------- | ----------------------------- | ----------------------------- | ----------------------------- | ----------------------------- | ----------------------------- | ----------------------------- |
| 1sg (ich)         | dut                           | –                             | dinat                         | diat                          | diot                          | –                             | dizut                         | dizuet                        | diet                          |
| 2sg (du weiblich) | dun                           | didan                         | –                             | –                             | dion                          | digun                         | –                             | –                             | dien                          |
| 2sg (du männlich) | duk                           | didak                         | –                             | –                             | diok                          | diguk                         | –                             | –                             | diek                          |
| 3sg (er/sie)      | du                            | dit                           | din                           | dik                           | dio                           | digu                          | dizu                          | dizue                         | die                           |
| 1pl (wir)         | dugu                          | –                             | dinagu                        | diagu                         | diogu                         | –                             | dizugu                        | dizuegu                       | diegu                         |
| 2sg (Sie)         | duzu                          | didazu                        | –                             | –                             | diozu                         | diguzu                        | –                             | –                             | diezu                         |
| 2pl (ihr)         | duzue                         | didazue                       | –                             | –                             | diozue                        | diguzue                       | –                             | –                             | diezue                        |
| 3pl (sie)         | dute                          | didate                        | dinate                        | diate                         | diote                         | digute                        | dizute                        | dizuete                       | diete                         |

Zum Beispiel heißt diguzue „ihr habt es für uns“ (Subjekt 2.pl., indirektes Objekt 1.pl., direktes Objekt 3.sg. „es“). Die entsprechenden Formen für ein direktes Objekt in der 3. Pers. Plural werden bei den Formen mit Dativbezug durch Einschub von /-zki-/ hinter der ersten Silbe /di-/ erzeugt, z. B. dizkiot „ich habe sie (pl.) für ihn/sie (sg.)“, aber diot „ich habe es für ihn/sie (sg.)“.
Man erkennt, dass reflexive Formen (z. B. ‚ich habe mich‘) in diesem Schema nicht existieren. Sie müssen durch Umschreibungen gebildet werden.

#### Die zusammengesetzte Konjugation
Die Formen der zusammengesetzten oder periphrastischen Konjugation, nach der alle anderen, nicht-einfachen Verben konjugiert werden, werden von einer der Stammformen des Verbums zusammen mit einer Form der Hilfsverben izan, ukan, edin oder ezan gebildet. Stammformen sind der Stamm des Verbums selbst, das Partizip Perfekt, das Partizip Futur und das Gerundium (eigentlich ein Verbalnomen im Inessiv). Dabei werden ukan und ezan bei transitiven, izan und edin bei intransitiven Verben verwendet. Auf weitere Details soll hier verzichtet werden (siehe Literaturangabe).

## Sprachbeispiel
Als Sprachbeispiel sei Artikel 1 der Allgemeinen Erklärung der Menschenrechte genannt:

„Gizon-emakume guztiak aske jaiotzen dira, duintasun eta eskubide berberak dituztela; eta ezaguera eta kontzientzia dutenez gero, elkarren artean senide legez jokatu beharra dute.“

„Alle Menschen sind frei und gleich an Würde und Rechten geboren. Sie sind mit Vernunft und Gewissen begabt und sollen einander im Geist der Brüderlichkeit begegnen.“

### Lexika
- Manuel Agud, Antonio Tovar: Diccionario etimológico vasco. Gipuzkaoko Foru Aldundia, Donostia-San Sebastián (1989, 1990, 1991 (nicht abgeschlossen)).
- Helmut Kühnel: Wörterbuch des Baskischen. Reichert, Wiesbaden 1999, ISBN 3-89500-121-X (Wörterbuch Baskisch–Deutsch und Deutsch–Baskisch; Tabellen zu Wortbildungsuffixen und zur Verbalmorphologie).
- Martin Löpelmann: Etymologisches Wörterbuch der baskischen Sprache. Dialekte von Labourd, Nieder-Navarra und La Soule. 2 Bände. de Gruyter, Berlin 1968.
- Elena Martínez Rubio: Wörterbuch Deutsch–Baskisch / Baskisch–Deutsch. 2. (berichtigte) Aufl. Buske, Hamburg 2010, ISBN 978-3-87548-493-9.
- Luis Mitxelena u. a.: Diccionario general vasco / Orotariko euskal hiztegia. 16 Bände. Euskaltzaindia, Bilbao 1967–2005.
- Michel Morvan: Dictionnaire étymologique de la langue basque. 2022 (projetbabel.org / Lexilogos 2022).

### Grammatiken und Lehrbücher
- Resurrección María de Azkue: Morfología vasca. La Gran enciclopedia vasca, Bilbao 1969.
- Christiane Bendel: Baskische Grammatik. Buske Verlag, Hamburg 2006, ISBN 3-87548-419-3.
- José Ignacio Hualde, Jon Ortiz de Urbina: A Grammar of Basque. Mouton de Gruyter, Berlin 2003, ISBN 3-11-017683-1.
- Alan R. King: The Basque Language. A Practical Introduction. University of Nevada Press, Reno 1994, ISBN 0-87417-155-5.
- Pierre Lafitte: Grammaire basque – navarro-labourdin littéraire. Elkarlanean, Donostia-San Sebastián/Bayonne 1962 / 2001, ISBN 2-913156-10-X.
- Juan Antonio Letamendia: Bakarka 1. Método de aprendizaje individual del euskera. Elkarlanean, Donostia-San Sebastián 1998.
  - Deutsch: Lehrbuch der baskischen Sprache, übertragen und bearbeitet von Christiane Bendel und Mercedes Pérez García. Buske, Hamburg 2009, ISBN 978-3-87548-508-0.
- Mario Saltarelli: Basque. Croom Helm, London/New York 1988.

### Sprachgeschichte
- Joxe Azurmendi: Die Bedeutung der Sprache in Renaissance und Reformation und die Entstehung der baskischen Literatur im religiösen und politischen Konfliktgebiet zwischen Spanien und Frankreich. In: Wolfgang W. Moelleken, Peter J. Weber (Hrsg.): Neue Forschungsarbeiten zur Kontaktlinguistik. Dümmler, Bonn 1997, ISBN 978-3-537-86419-2.
- Luis Mitxelena: Fonética histórica vasca, 2. Aufl. Anejos de Anuario de Filologia Vasca „Julio de Urquijo“, Donostia-San Sebastián 1990 (1. Aufl. 1961).
- J. B. Orpustan: La langue basque au Moyen-Âge. Baïgorri 1999, ISBN 2-909262-22-7.
- Robert Lawrence Trask: The History of Basque. Routledge, London / New York 1997, ISBN 0-415-13116-2.
- Eguzki Urteaga: La langue basque dans tous ses états – sociolinguistique du Pays Basque. Harmattan, Paris 2006, ISBN 2-296-00478-4.

### Sprachverwandtschaft
- John D. Bengtson: The Comparison of Basque and North Caucasian. In: Mother Tongue. Journal of the Association for the Study of Language in Prehistory. Gloucester MA 1999. ISSN 1087-0326
- Georgij A. Klimov: Einführung in die kaukasische Sprachwissenschaft. Buske, Hamburg 1994, ISBN 3-87548-060-0.
- R. W. Thornton: Basque Parallels to Greenberg’s Eurasiatic. In: Mother Tongue. Journal of the Association for the Study of Language in Prehistory. Gloucester MA 2002. ISSN 1087-0326
- Michel Morvan: Les origines linguistiques du basque. Bordeaux, 1996, ISBN 978-2-86781-182-1.
- R. L. Trask: Basque and Dene-Caucasian: A critique from the Basque side. In: Mother Tongue 1 (1995), SS. 3–82. ISSN 1087-0326 (Mit umfangreicher und kompetenter Diskussion des Themas.)
- R. L. Trask: Comments on Bengtson's Basque-Caucasian Comparisons. In: Mother Tongue 5 (1999), SS. 71–85.

### Sonstiges
- Michel Aurnague: Les structures de l’espace linguistique – regards croisés sur quelques constructions spatiales du basque et du français. Peeters, Louvain u. a. 2004, ISBN 2-87723-802-4.
- Administración General de la Comunidad Autónoma del País Vasco, Departamento de Cultura: Euskara 21 – Bases para la política lingüística de principios del siglo XXI: Temas de debate. Vitoria-Gasteiz 2009
- Comunidad Autónoma del País Vasco, Departamento de Cultura: 2006, IV Mapa Sociolingüístico. Vitoria-Gasteiz, 2009
- Jean-Baptiste Coyos: Politique linguistique – langue basque. Elkar, Baiona u. a. 2004, ISBN 2-913156-65-7.
- Enrique Guiter: Toponimia vasca de los Pirineos Orientales. In: Archivo de prehistoria levantina, Band 14, 1975, S. 251–259. (Spanisch)
- Elisabeth Hamel, Theo Vennemann: Vaskonisch war die Ursprache des Kontinents. In: Spektrum der Wissenschaft. Deutsche Ausgabe des Scientific American. Spektrumverlag, Heidelberg 5, 2002, S. 32. ISSN 0170-2971 (kontrovers diskutiert)
- Kausen, Ernst: Die Sprachfamilien der Welt. Teil 1: Europa und Asien. Buske, Hamburg 2013, ISBN 978-3-87548-655-1. (Kapitel 5)
- Txomin Peillen: Les emprunts de la langue basque à l’occitan de Gascogne – étude du dialecte souletin de l’euskara. Univ. Nacional de Educación a Distancia, Madrid 1998, ISBN 84-362-3678-5.